# 坎普爾郊縣

坎普爾郊縣在北方邦的位置以紅色標示

坎普爾郊縣（Kanpur Dehat District）是印度北方邦的縣，面積3,021平方公里，識字率為77.52%，2011年人口1,795,092，人口密度每平方公里594人。
該縣於2010年7月更名為拉馬拜城縣（Ramabai Nagar District），2012年7月改回舊名。